# Giáo đường Do Thái mới (Przemyśl)
```
Giáo đường Do Thái mới Przemyśl
, còn được gọi là 
Giáo đường Do Thái Scheinbach
 là một giáo đường Chính thống ở 
Przemyśl
, 
Ba Lan
. Kể từ 
Thế chiến II
, giáo đường, vẫn còn tồn tại, đã được sử dụng để làm trụ sở của Thư viện công cộng Ignacy Krasnicki Przemyśl.
[
1
]
```

## Lịch sử và kiến trúc
Việc xây dựng bắt đầu vào năm 1910 và hoàn thành vào năm 1918 sau những trì hoãn do Chiến tranh thế giới thứ nhất gây ra. Tòa nhà có trần cao, rộng rãi vẫn tồn tại, mặc dù các công trình cải tạo thời Cộng sản đã tước đi rất nhiều chi tiết bên ngoài đến nỗi nó thể hiện sự khác biết tương phản rõ rệt với tòa nhà được thể hiện trong các bức ảnh cũ.
Giáo đường là một tòa nhà tự do trong sự pha trộn của phong cách Rundbogenstil và Cổ điển với trang trí chiết trung. Nó được thiết kế bởi kiến trúc sư Stanisław Majerski. Việc trang trí nội thất phức tạp đã từng có những cảnh trong Kinh thánh và cảnh Eretz Israel vẽ trên tường và trần nhà. Trong sự hiện thân của nó như một thư viện công cộng, tòa nhà có nội thất trầm lắng và các bức tường với giá sách và tường sơn màu trắng. Giáo đường cũng có một bộ cửa sổ kính màu đáng chú ý. Các cửa sổ và tranh vẽ là của một nghệ sĩ người Do Thái tên là Adolf Bienenstock, tốt nghiệp Học viện Mỹ thuật Jan Matejko. Kraków, giống như Przemyśl, khi đó là một phần của Galicia Áo (còn được gọi là Áo Ba Lan). Bienenstock, người dạy nghệ thuật tại Nhà thi đấu Przemyśl, đã học theo nghệ sĩ Ba Lan nổi tiếng Józef Mehoffer. Nội thất phản ánh ảnh hưởng của phong trào Ba Lan trẻ mà Mehoffer là một phần. Giới trẻ Ba Lan là phiên bản Ba Lan của phong trào jugendstil (art nouveau).
Giáo đường được quân đội Đức sử dụng làm nơi ổn định quân trong Thế chiến II, sau đó được sử dụng làm nhà máy dệt dưới thời chính phủ Cộng sản sau chiến tranh trước khi bị biến thành thư viện vào những năm 1960.

## Hình ảnh
- http://przemysl.blogspot.com/2008/12/arch architecture-of-tempel-and-new.html
- http://www.shtetlinks.jewishgen.org/Przemysl/photos/show_sygag.shtml Lưu trữ ngày 3 tháng 12 năm 2008 tại Wayback Machine